# Агентство ООН для допомоги палестинським біженцям і організації робіт на Близькому Сході
Агентство ООН для допомоги палестинським біженцям і організації робіт на Близькому Сході (БАПОР, англ. United Nations Relief and Works Agency for Palestine Refugees in the Near East, UNRWA) — агентство ООН, яке підтримує допомогу та людський розвиток палестинських біженців. Мандат БАПОР охоплює палестинців, переміщених унаслідок війни в Палестині 1948 року та наступних конфліктів, а також їхніх нащадків, включаючи законно усиновлених дітей Станом на 2019 рік понад 5,6 мільйонів палестинців зареєстровані БАПОР як біженці.

## Критика та звинувачення
23 серпня 2018 року предизент США Дональд Трамп скасував фінансування БАПОР, через виховання покоління палестинських школярів у дусі антисемітизму та прославлення тероризму, навчання за підручниками, де Ізраїлю немає на карті, а Голокост не згадується.
26 січня 2024 року БАПОР оголосило про початок розслідування звинувачень про причетність своїх співробітників до вторгнення бойовиків ХАМАС на південь Ізраїлю  7 жовтня 2023 року.
Того ж дня Держдеп оголосив про призупинення фінансування БАПОР.
Міністерства закордонних справ Італії та Великої Британії 27 січня 2024 року також оголосили про призупинення фінансової підтримки Агентства ООН для допомоги палестинським біженцям (БАПОР) після того, як кількох його співробітників запідозрили в причетності до нападу ХАМАС на Ізраїль 7 жовтня 2023 року.
28 жовтня 2024 року парламент Ізраїлю проголосував за заборону діяльності БАПОР.